# Chenay (Sarthe)
Chenay è un comune francese di 202 abitanti situato nel dipartimento della Sarthe nella regione dei Paesi della Loira.

## Società

### Evoluzione demografica
Abitanti censiti